# 宗泉寺 (東京都北区)
宗泉寺（そうせんじ）は、東京都北区にある真宗大谷派の寺院。

## 歴史
創建年代は不明であるが、宗泉によって開山された。当初は天台宗の寺院であったが、慶長年間（1596年 - 1615年）に浄土真宗に転宗した。
元々は別の場所に位置していたが、昭和期に現在地に移転した。
当寺の寺族により、神奈川県茅ヶ崎市に茅ヶ崎宗泉寺が創建されている。

## 所蔵仏像
以下の仏像を所蔵している。
- 如来形坐像 - 製作年代：不詳、品質構造：一木造
- 菩薩形坐像 - 製作年代：室町時代、品質構造：寄木造

## 交通アクセス
- 赤羽駅より徒歩3分。